# Křtěnov (Temelín)

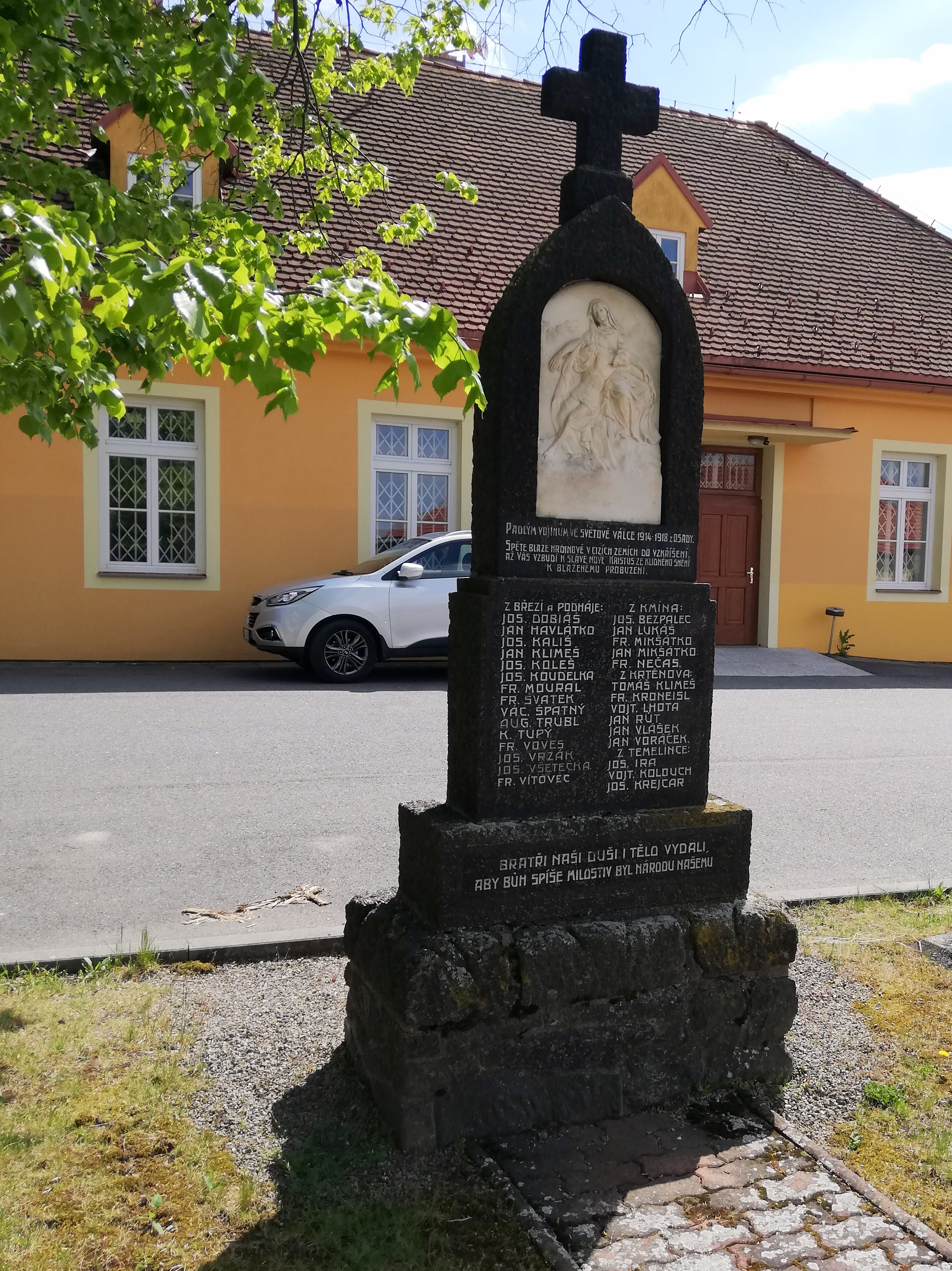
Pomník na památku křtěnovských farníků padlých v první světové válce

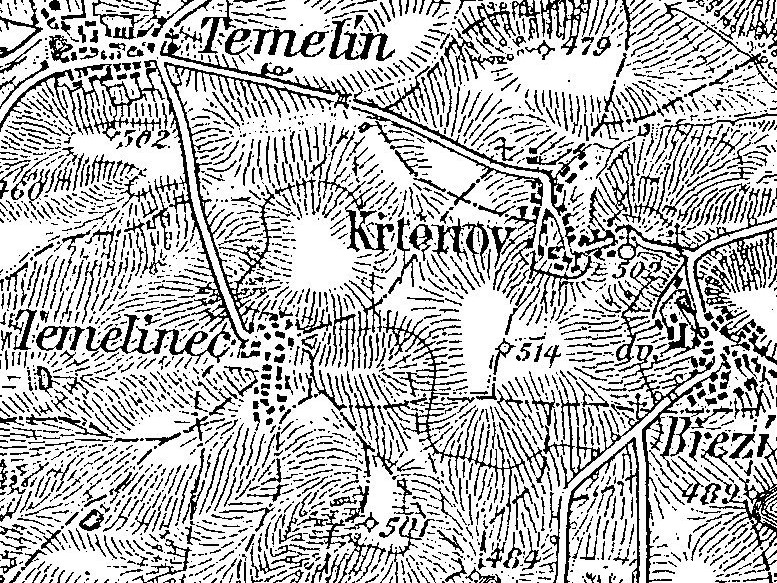
Křtěnov na historické mapě (1928)

Křtěnov je zaniklá vesnice, část obce Temelín v okrese České Budějovice v Jihočeském kraji. Nachází se asi 2,5 kilometru východně od Temelína. Křtěnov je také název katastrálního území o rozloze 2,29 km².

## Historie
Okolí Křtěnova patří k nejdéle osídleným místům na Vltavotýnsku. V lokalitě Hroby bylo nalezeno patrně nejrozsáhlejší jihočeské mohylové pohřebiště z doby bronzové. Dnes na tomto místě stojí Jaderná elektrárna Temelín. V roce 1884 bylo při polních pracích v trati Na dolní Jablance mezi Křtěnovem a Temelíncem nalezeno šest bronzových sekeromlatů a jedna sekerka. Sekeromlaty jsou zvláštního tvaru a v archeologii se označují jako sekeromlaty křtěnovského typu. Jeden z nich je vystaven v pravěké expozici vltavotýnského muzea, jeden má v pravěké sbírce vídeňské univerzita a ostatní jsou uloženy v Národním muzeu v Praze.
První písemná zmínka o vesnici pochází z roku 1261, kdy je zde připomínán plebán Matyáš. V dalších stoletích Křtěnov sdílel osud sousedního Březí, ve kterém byla středověká tvrz Hrádek, později přestavěná v renesanční zámek. V roce 1556 koupil vsi Březí, Křtěnov a Slavětice Zikmund Malovec. V 1. pol. 18. stol. zde byla založena farní škola. V roce 1807 škola získala vlastní budovu. V šedesátých letech 19. století školu navštěvovaly děti ze Křtěnova, Temelínce, Temelína, Shonu, Kaliště, Březí, Podhájí, Litoradlic, Knína a Býšova; dále školu navštěvovaly děti ze samot Paleček, Hůrka, Bočků, Struhy, Zoufalka, Krejcárka a Vohrada.
V roce 1902 zahájil ve Křtěnově činnost Spořitelní a záložní spolek pro Křtěnov, Březí, Litoradlice, Temelín a Temelínec. Koncem roku 1912 měl spolek 149 členů.
V první světové válce padlo 7 křtěnovských občanů. Ve dvacátých letech 20. století zde působil ochotnický spolek Rozkvět.
V roce 1956 zde bylo založeno jednotné zemědělské družstvo (JZD), které bylo v roce 1963 sloučeno s JZD Březí. V roce 1979 byl ukončen provoz zdejší školy. V roce 1985 ves Křtěnov zanikla v důsledku výstavby Jaderné elektrárny Temelín. Z původní vesnice zůstal stát pouze farní kostel svatého Prokopa se hřbitovem a několik domů.
V současnosti (2022) jsou ve Křtěnově tři domy, z nichž jeden slouží jako fara, druhý pro potřeby Policie ČR (Stanice JETE) a třetí je upravován jako sklad.

## Obyvatelstvo

### Historické údaje o počtu obyvatel[11]
| Rok            | 1869 | 1880 | 1890 | 1900 | 1910 | 1921 | 1930 | 1950 | 1961 | 1970 | 1980 |
| Počet obyvatel | 253  | 266  | 265  | 228  | 247  | 263  | 221  | 196  | 190  | 179  | 150  |

### Historické údaje o počtu domů[11][12]
| Rok        | 1869 | 1880 | 1890 | 1900 | 1910 | 1921 | 1930 | 1950 | 1961 | 1970 | 1980 | 1991 | 2001 | 2011 | 2021 |
| Počet domů | 39   | 43   | 43   | 42   | 43   | 45   | 48   | 49   | 42   | 41   | 39   | 1    | 2    | 1    | 1    |

## Obecní správa
Při sčítání lidu v letech 1850–1943 Křtěnov byl samostatnou obcí v okrese Týn nad Vltavou. V letech 1943–1945 byl osadou obce Březí u Týna nad Vltavou, ale v letech 1945–1964 byl uváděn znovu jako obec, se kterým patřil nejprve do okresu Týn nad Vltavou, ale od roku 1960 v okrese České Budějovice. Od 14. června 1964 do 30. června 1985 byl znovu částí obce Březí u Týna nad Vltavou v okrese České Budějovice. Od 1. července 1985 je částí obce Temelín v okrese České Budějovice.

## Pamětihodnosti
- Kostel svatého Prokopa
- Pomník věnovaný farníkům padlým v 1. světové válce
- Pomník věnovaný občanům z Březí u Týna nad Vltavou a Podhájí, kteří padli v první světové válce; pomník stál původně v Březí a na křtěnovskou náves byl přesunut před demolicí Březí.[4]
- Na hřbitově se nachází kříž – symbolický pomník obětem černobylské havárie